# Bagodares prosa
Bagodares prosa es una especie de polillas de la familia Geometridae. La especie fue descrita por primera vez por George Claridge Druce habiendo sido descrita en 1893, con distribución en Guatemala. Los sintipos de la epecie, machos y hembras, fueron descritos a nivel del Volcán de Atitlán a una altitud de 2500 a 3500 pies (762 a 1066,8 m) sobre el nivel del mar.

## Descripción
Es una polilla mediana con una envergadura de 1 pulgada (25,4 mm) en los machos, siendo las hembras un poco mayores. Las alas son de color marrón leonado pálido. Las alas anteriores son más oscuras a lo largo del margen costal y están cruzadas desde el ápice hasta el margen interno por tres líneas marrón amarillentas, y una fina línea blanca submarginal en zigzag que se extiende desde el ápice hasta el ángulo anal. Las alas posteriores están cruzadas desde el margen costal hasta el interno por dos líneas marrón amarillentas. La parte inferior de las alas es marrón grisácea pálida, con una mancha marrón amarillenta cerca del ápice de las alas anteriores.
La cabeza, tórax y abdomen son marrón pálido. Las antenas son de color marrón oscuro. 